# Бриффа, Тони
Тони Бриффа (англ. Tony Briffa, имя при рождении Антуанетта Бриффа, англ. Antoinette Briffa) — политик австралийско-мальтийского происхождения. Независимый советник, а также бывший мэр и заместитель мэра города Хобсонс-Бэй-Сити — пригорода Мельбурна (Австралия). Бриффа считается первым в мире государственным служащим и мэром, открыто сказавшим, что он интерсекс. У него синдром частичной нечувствительности к андрогенам. Бриффа — один из первых, кто публично рассказал о выбранном свидетельстве о рождении с незаполненной графой пола.

## Ранние годы
Тони Бриффа родился с синдромом частичной нечувствительности к андрогенам. Бриффа рос и воспитывался как девочка, затем некоторое время жил как мужчина, и теперь идентифицирует себя как небинарный человек. В возрасте 7 лет кастрирован для анатомического соответствия полу воспитания. Обращаясь к Сенату Австралии, по поводу расследования о принудительной стерилизации интерсекс-людей в Австралии, Бриффа описывал, как врачи «убедили его мать одобрить его кастрацию»:
У меня есть несколько страниц из моей медицинской карты ... Там написано: «Мать сейчас готова к гонадэктомии». ... Гистологические отчеты, которые я также предоставлю, показывают, что у меня были здоровые яички. Но не было одобрения Суда по семейным делам. Если мы говорим о принуждении, врачи принуждают семьи, родителей верить им, говоря что: «Нужно удалить эти яички, потому что это сделает вашего ребенка нормальным». Конечно, вся эта стерилизация включает в себя довольно-таки серьезные хирургические вмешательства и шрамы - они действительно делают вас другим человеком! ... и [хирургические операции] обычно происходят в период летних каникул, поэтому свои каникулы ты проводишь в больнице...

## Карьера
Тони Бриффа является первым в мире мэром открыто заявившем о том, что он является интерсекс-человеком и «первым известным интерсексом и государственным служащим в западном мире», занимавшим должность заместителя мэра города Хобсонс Бэй Сити в штате Виктория в период с 2009 по 2011 год и мэра в период с 2011 по 2012 годы. Бриффа подал в отставку с должности местного советника 14 февраля 2014 года. В октябре 2016 года Бриффа был переизбран в городской совет  Хобсонс Бэй Сити.
Тони Бриффа ранее занимал пост президента организации «Genetic Support Network» штата Виктория. В настоящее время Бриффа является соисполнительным директором «Intersex Human Rights Australia» (ранее «OII Australia») и вице-президентом Австралийской группы поддержки людей с синдромом нечувствительности к андрогенам; Эти организации считаются «двумя ведущими группами, выступающими за права интерсекс-людей в Австралии».

### Выборочная библиография
- Briffa, Tony (8 сентября 2014). Proud intersex person Tony Briffa tells story of self discovery. News Corp Australia.
- Briffa, Tony. Tony Briffa speaks at the Darwin Outgames Human Rights Forum (англ.) : journal. — Darwin, 2014. — 15 May.
- Briffa, Tony (8 мая 2014), Tony Briffa writes on "Disorders of Sex Development"
- Briffa, Tony. Intersex surgery disregards children's human rights (англ.) // Nature : journal. — 2004. — 15 April (vol. 428, no. 6984). — P. 695. — doi:10.1038/428695a. — Bibcode: 2004Natur.428Q.695B. — PMID 15085107.
- Parts of Briffa's life story are depicted in a short online animation.[18]

## Личная жизнь

### Свидетельство о рождении
Норри Мэй-Уэлби обычно считается первым человеком с неопределенным свидетельством о рождении, а Верховный суд Австралии в апреле 2014 года присудил «неспецифический» пол на основании неудачной операции по установлению пола Мэй-Уэлби. Тем не менее, Тони Бриффа ранее получил свидетельство о рождении с пустой классификацией пола. Выступая на слушаниях в Сенате по вопросам интерсекс-стерилизаций в марте 2013 года, Бриффа сказал:
Мое свидетельство о рождении, выданное мне в штате Виктория, не классифицирует меня как мужчину или женщину. У меня было ранее свидетельство о рождении с женским гендерным маркером. Так же у меня было свидетельство о рождении с мужским гендерным маркером. Теперь у меня есть пустое свидетельство о рождении. Но мы надеемся, что однажды в будущем наши свидетельства о рождении действительно смогут отражать (для тех, кто этого хочет) то, какими природа сделала нас. Если люди чувствуют себя женщинами, это здорово, и если они чувствуют себя мужчинами, это здорово, но есть и такие люди, как я: я просто принимаю то, каким природа сделала меня. Я рад, что в моем свидетельстве о рождении говорится, что я одновременно и мужчина, и женщина.

### Местоимение
Бриффа сделал следующее заявление: «Я очень публично говорю о том, что родился биологически частично женской и частично мужской, и что я воспитывался как девочка и жил как женщина до 30 лет. Я прошу всех своих друзей и коллег уважать мой пол, такой каким природа сделала меня, одновременно и женщиной и мужчиной». На своем сайте Бриффа написал:
Я чувствую себя очень комфортно, приняв мою истинную натуру. Я не мужчина или женщина, я оба. Я благодарен за годы, которые я прожил как женщина, и за понимание и опыт, которые он мне дал. Я все еще «Антуанетта» и теперь также включил и принял свою мужскую («Энтони» или «Тони») сторону. Я чувствую себя целым. Я буду продолжать жить как Тони, но я чувствую, что сейчас нахожусь в той точке моей жизни, где я могу праздновать, что я отличаюсь
Бриффа также добавил, что теперь, когда он принял мужскую часть себя, он использует местоимения мужского пола, однако продолжает идентифицировать себя как ни мужчина, ни женщина.

### Брак
С точки зрения закона, из-за нестандартного паспорта Тони не мог вступить в брак в Австралии до конца 2017 года. 27 сентября 2013 года Тони Бриффа женился на Мандже Соммелинг в Данидине в Новой Зеландии. Intersex Human Rights Australia отмечает:
Тони родился в Виктории с синдромом частичной нечувствительности к андрогенам, одной из многих интерсекс-вариаций, и в свидетельстве о рождении Тони не указывается пол. Брак в Австралии в настоящее время разрешен только между мужчиной и женщиной, и Тони не имеет права вступить в брак. Тони может заключить брак в Новой Зеландии, потому что законодательство, обеспечивающее равенство браков, было принято ранее в этом году в Новой Зеландии. Тони был вынужден объявить «неопределенный» пол для целей сегодняшнего брака.